# Ганькевич Ігор Юрійович
І́гор Ю́рійович Ганьке́вич (*7 червня 1962 — †27 червня 1990) — одеський рок-музикант, лідер гурту «Бастіон», автор і виконавець багатьох пісень.

## Життєпис
На початку 1980-х років Ігор «Ганя» Ганькевич організував групу «Ілюзіон», що з 1984 року перемінила назву на «Бастион». Група знялася у фільмі «Дискжокей» і виступила на фестивалі «СыРок-88» у Москві, де пролунали найпопулярніші номери: «Памяти жертв перестройки» і «Помнишь, как в Одессе были крабы…»
Авторству Ігоря Ганькевича належить пісня «Прогулка по Одессе», інша його пісня «Старый рокер», стала гімном одеського рок-клубу, одним із засновників якого був Ігор Ганькевич.
З 1991 року в Одесі щорічно проводяться рок-фестивалі його пам'яті, які з 1994 г. отримали назву «Пикейные Жилеты». У цих фестивалях брали участь практично всі відомі українські рок-групи.
Похований в Одесі на Другому християнському цвинтарі.